# (678191) 2017 OF69
(678191) 2017 OF69 est un objet transneptunien (OTN) ayant une magnitude absolue de 4,38 en résonance orbitale 2:3 avec Neptune, il s'agit donc d'un plutino.
Il a été observé sur des images de prédécouverte de Pan-STARRS remontant à août 2010.